# Роканьє
Роканьє (нід. Rockanje) — село в нідерландській провінції Південна Голландія. Входить до муніципалітету Ворне-ан-Зе.
Його площа становить 30,03 км², а населення станом на 2005 рік складало 6560 осіб.
До 1980 року мало статус окремого муніципалітету.

## Галерея

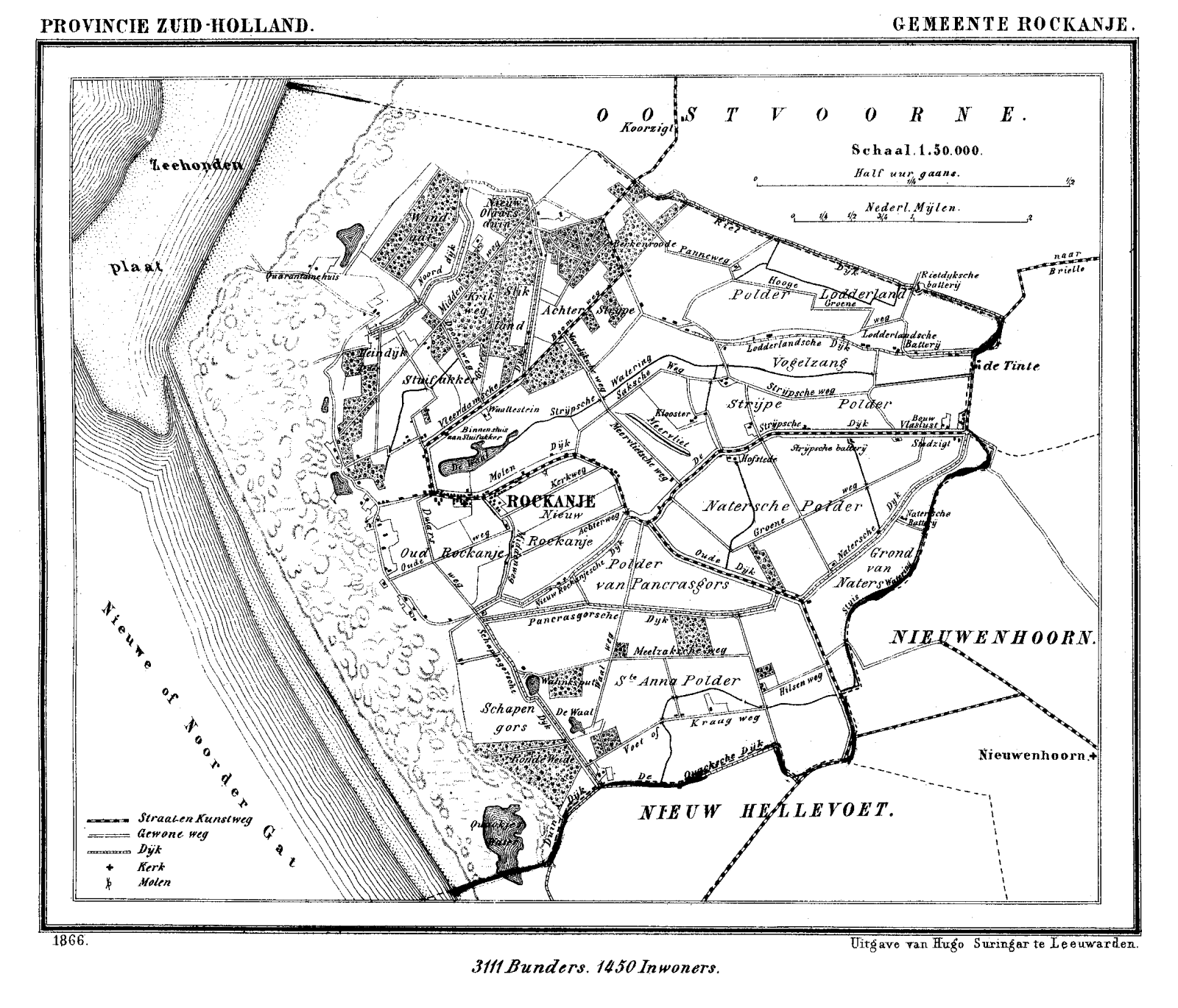
Історична мапа села (1866)